# Petr Neskusil
Petr Neskusil (* 11. července 1991 Slaný) je český herec věnující se především dabingu.

## Kariéra
Jeho první výraznější dabingovou rolí byla postava Marka Taylora v seriálu Kutil Tim v roce 2005. Od té doby patří mezi hojně obsazované dabéry. Hlas propůjčil například Howardovi v seriálu Teorie velkého třesku nebo Peetovi v sérii Hunger Games. Dále daboval v českém loutkovém seriálu Zahrádka pod hvězdami. Nadaboval již více než 3700 postav. Epizodní roli si zahrál v seriálu Policie Modrava.

## Filmografie

### Seriály
- Zahrádka pod hvězdami (2017)
- Policie Modrava (2022)

### Spolupráce
- Ať žijí rytíři! (2009)